# Andrena wellesleyana
Andrena wellesleyana är en biart som beskrevs av Robertson 1897. Andrena wellesleyana ingår i släktet sandbin, och familjen grävbin. Inga underarter finns listade i Catalogue of Life.